# 阿波夫拉多夫罗利翁
阿波夫拉多夫罗利翁，是西班牙加利西亚自治区卢戈省的一个市镇。 总面积177平方公里，总人口2557人（2001年），人口密度14人/平方公里。